# Hrastnik (gmina Vojnik)
Hrastnik – wieś w Słowenii, w gminie Vojnik. W 2018 roku liczyła 23 mieszkańców.